# Hoodwinked!
Hoodwinked! is een animatiefilm uit 2005 die het verhaal vertelt van Roodkapje, maar begint waar het sprookje eindigt.
Roodkapje en de wolf vormen in deze comedy de spil in een politieonderzoek dat elementen uit Agatha Christie, Rashomon en The Usual Suspects verenigt. De film is geschreven en geregisseerd door Cory Edwards, Todd Edwards en Tony Leech en werd, in de originele Engelse versie, ingesproken door acteurs Anne Hathaway, Glenn Close, Jim Belushi, Patrick Warburton, Andy Dick, David Ogden Stiers, Anthony Anderson, Chazz Palminteri en rapper Xzibit. De film werd gedistribueerd door The Weinstein Company.
Juli 2011 verscheen het vervolg Hoodwinked Too! Hood vs. Evil, zowel in 2D en 3D, in de Nederlandse Bioscopen onder de naam Superkapje en de Turbo-Oma's. Dit vervolg is duidelijk meer op kinderen gericht en hanteert daarom ook een lineaire verhaallijn. Toch bevat ook deze film nog genoeg humor en cult referenties om ook de volwassen kijker tevreden te stellen. Bijna alle terugkerende karakters werden weer door dezelfde stemacteurs ingesproken, de grote uitzondering is de rol van Red die in dit vervolg door Hayden Panettiere wordt vertolkt.

## Rolverdeling
- Anne Hathaway als Amanda 'Red' Puckett
- Glenn Close als Granny Puckett
- Jim Belushi als The Woodsman (Kirk Kirkendall)
- Patrick Warburton als Wolf W. Wolf
- Anthony Anderson als Det. Bill Stork
- David Ogden Stiers als Det. Nicky Flippers
- Xzibit als Chief Ted Grizzly
- Chazz Palminteri als Woolworth
- Andy Dick als Boingo
- Cory Edwards als Twitchy
- Benjy Gaither als Japeth the Goat
- Joshua J. Greene als Jimmy Lizard
- Ken Marino als Raccoon Jerry
- Tom Kenny als Tommy
- Preston Stutzman als Timmy
- Tony Leech als Glen
- Kevin Michael Richardson als P-Biggie
- Tara Strong als Zorra